# Heartbreak Hotel (Whitney Houston)
"Heartbreak Hotel" è un singolo del 1999 della cantante statunitense Whitney Houston, secondo singolo estratto dal suo album My Love Is Your Love. Alla canzone partecipano le cantanti R&B Faith Evans e Kelly Price. La canzone ha ricevuto due nomination ai Grammy Awards del 2000: "miglior canzone R&B" e "miglior canzone R&B di un gruppo o un duo", perdendo in entrambi i casi contro "No Scrubs" delle TLC.

## Tracce
1. Heartbreak Hotel (Original Radio Mix) (4:08)
2. Heartbreak Hotel (Dance Mix) (4:20)
3. It's Not Right But It's Okay (Dance Mix)(4:18)

### Charts
| Chart (1999)                                    | Peak position |
| ----------------------------------------------- | ------------- |
| U.S. Billboard Hot 100                          | 2             |
| U.S. Billboard Hot R&B/Hip-Hop Singles & Tracks | 1             |
| UK Singles Chart                                | 25            |
| ARIA Singles Chart                              | 17            |
| France                                          | 7             |
| Germany Singles Chart                           | 61            |